# Тихи
Тихи (пољ. Tychy) је град у Пољској у Војводству Шлеском у Повјату Tychy. Према попису становништва из 2011. у граду је живело 129.378 становника.

## Становништво
Према прелиминарним подацима са пописа, у граду је 2011. живело 129.378 становника.
| 2002.   | 2011.   | 2012.   |
| ------- | ------- | ------- |
| 132.816 | 129.378 | 129.112 |

## Партнерски градови
- Касино
- Marzahn-Hellersdorf, Huddinge Municipality